# 守ってあげたい (伊藤由奈の曲)
「守ってあげたい」（まもってあげたい）は、伊藤由奈の15枚目のシングル。2010年11月3日発売。発売元はソニー・ミュージックレコーズ。

## 解説
- シングルとしては前作「Let it Go」から約1年ぶり。

## 収録曲
1. 守ってあげたい
（作詞：H.U.B.／作曲・編曲：村山晋一郎）
日本テレビ系水曜ドラマ『黄金の豚-会計検査庁 特別調査課-』主題歌。
2. Kiss me
（作詞：Kenn Kato／作曲：山口寛雄／編曲：陶山隼、山口寛雄）
3. Precious -Q;indivi Celebration Remix-
（リミックス：田中ユウスケ、近藤隆史）
4. 守ってあげたい -Instrumental-